# Тобін (Каліфорнія)
Тобін (англ. Tobin) — переписна місцевість (CDP) в США, в окрузі Плумас штату Каліфорнія. Населення — 19 осіб (2020).

## Географія
Тобін розташований за координатами 39°56′10″ пн. ш. 121°17′45″ зх. д. / 39.93611° пн. ш. 121.29583° зх. д. (39.936076, -121.295921).  За даними Бюро перепису населення США в 2010 році переписна місцевість мала площу 13,02 км², уся площа — суходіл.

## Демографія
Згідно з переписом 2010 року, у переписній місцевості мешкало 12 осіб у 8 домогосподарствах у складі 3 родин. Густота населення становила 1 особа/км².  Було 17 помешкань (1/км²).
Расовий склад населення:
| - 100,0 % — білих |

До двох чи більше рас належало 0,0 %. Частка іспаномовних становила 0,0 % від усіх жителів.
За віковим діапазоном населення розподілялося таким чином: 0,0 % — особи молодші 18 років, 91,7 % — особи у віці 18—64 років, 8,3 % — особи у віці 65 років та старші. Медіана віку мешканця становила 52,8 року. На 100 осіб жіночої статі у переписній місцевості припадало 71,4 чоловіків;  на 100 жінок у віці від 18 років та старших — 71,4 чоловіків також старших 18 років.
Цивільне працевлаштоване населення становило 0 осіб. 